# Sanchezia ovata
Sanchezia ovata là một loài thực vật có hoa trong họ Ô rô. Loài này được Ruiz & Pav. miêu tả khoa học đầu tiên năm 1798.